# 억남
《억남》(億男)은 일본의 장편소설이다. BRUTUS지에서 연재되었으며 2014년 10월 15일 매거진 하우스를 통해 출판되었다. 2018년, 영화화되었다.

## 영화
《억남》(億男)은 일본에서 제작된 오오토모 케이시 감독의 2018년 드라마, 미스터리 영화이다. 사토 타케루 등이 주연으로 출연하였다.

## 출연

### 주연
- 사토 타케루 - 카즈오 역
- 타카하시 잇세이 - 츠쿠모 역

### 조연
- 후지와라 타츠야 - 센주 역
- 키타무라 카즈키 - 모모세 역
- 사와지리 에리카 - 토와코 역
- 쿠로키 하루 - 마사코 역
- 이케다 에라이자 - 아키라 역